# 게티어 문제
게티어 문제(The Gettier problem)는 지식에 대한 전통적 정의 '정당화된 참인 믿음. '은 지식이 되기 위한 필요조건일 뿐 충분조건은 아니라는 것을 보여준다. 지식이라 할 수 있는 것은 모두 '정당화된 참인 믿음.'이지만 그 역은 성립하지 않는다는 것을 뜻한다. 다시 말해, 사람의 믿음이 정당화되고 참이 되는 상황이 존재하지만, 지식으로 인정하지 않는 경우를 게티어 문제라 칭한다.
에드먼드 게티어는, 1963년에 발표한 '정당화된 참인 믿음은 지식인가?(Is justified True Belief Knowledge?)'라는 제목의 3쪽 짜리 논문에서 수천 년 동안 철학자들 사이에 회자되어 온 지식에 대한 이론에 의문을 제기하였다.

## 예
(1)사람 A와 B가 있다.
(2)사람 A와 B는 각각 자신의 주머니에 10개의 동전을 가지고 있다.
(3)사람 A는 B의 주머니에 10개의 동전이 있다는 것을 세어보아, 'B가 10개의 동전을 가지고 있다.'는 정당화된 참 명제(true proposition)임을 믿는다.
(4)사람 A는 자신의 동전을 세어보지 않았으므로, 자신이 동전 10개를 가지고 있다는 사실을 모른다.
(5)사람 A와 B는 같은 회사에 이력서를 제출하였다.
(6)사람 A는 B가 이 회사에 취직된다는 '신뢰할 수 있는 정보'를 가지고 있다.
(7)사람 A는 'B가 10개의 동전을 가지고 있다.'는 정당화된 참 명제와 A의 신뢰할 수 있는 정보를 근거로 '10개의 동전을 가진 사람이 취직된다.'라고 유추하고 믿는다.
(8)사람 A가 취직되었다. 이로써, 'B가 10개의 동전을 가지고 있다.'라는 정당화된 참 명제에 근거했음에도 불과하고, A의 '동전 10개를 가지고 있는 사람이 취직된다'는 믿음은 아직 정당화 되지 못했다.
(9)이후, 사람 A가 자신의 주머니에 있는 10개의 동전을 세어보아, 자신이 10개의 동전을 가지고 있음을 알게 되고, '10개의 동전을 가지고 있는 사람은 취직된다.'는 명제는 참인 근거를 가지고 정당화된다.
'동전 10개를 가지고 있는 사람이 취직된다.'라는 명제는, A에게 있어서 정당화된 참인 믿음이지만 '동전 10개를 가지고 있는 사람이 취직된다.'라는 명제의 정당화에 '거짓'인 '신뢰할 수 있는 정보'를 근거하였으므로 '동전 10개를 가지고 있는 사람이 취직된다.'는 명제는 명제로써 성립할 수 없게 된다. 따라서, '동전 10개를 가지고 있는 사람이 취직된다.'는 A에게 '정당화 된 참인 믿음'일지라도, 지식이 될 수 없다.

## 같이 보기
- 앨빈 골드먼